# Índice de gestores de compras

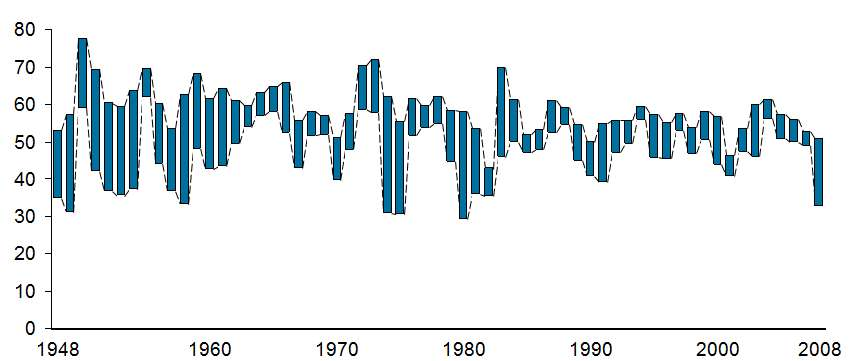
Índice de gerentes de compras de 1948 a 2008

El Índice de Gestores de Compras, frecuentemente denotado como índice PMI por las iniciales del inglés Purchasing Managers' Index, es un indicador macroeconómico que pretende reflejar la situación económica de un país basándose en los datos recabados por una encuesta mensual de sus empresas más representativas que realizan los gestores de compras. Lo elabora la empresa Markit Economics desde abril de 2008, cuando Markit Group adquirió NTC Economics, que anteriormente era la empresa encargada de su elaboración. Su mayor peculiaridad radica en la metodología, ya que no se trata de una encuesta de opinión ni de expectativas, sino que versa sobre datos reales pero sin llegar a preguntar por cifras concretas. La importancia del PMI radica en que es un inmejorable[cita requerida] indicador de la situación y dirección de una economía, y por ser el primero que se publica cada mes en contraste con los índices oficiales publicados por los organismos gubernamentales. Son un ejemplo de este índice el ISM norteamericano, el IFO alemán, el Tankan japonés, o el PMI Español.

## Elaboración del PMI
El índice PMI se obtiene a partir de las respuestas a unos cuestionarios que se remiten mensualmente a los profesionales de compras y a los ejecutivos de empresas de los sectores manufacturero y servicios. Las preguntas que se les formulan están relacionadas con variables tales como producción, nuevos pedidos, precios y ocupación y deben ser respondidas con mayor, menor o igual. Por ejemplo «¿La producción de su empresa es mayor, menor o igual que el mes anterior?». El índice PMI es un índice compuesto que se calcula a partir de cinco índices ajustados estacionalmente (agosto y Navidad) según la siguiente ponderación: 
1. Nuevos pedidos (30%)
2. Producción (25%)
3. Ocupación (20%)
4. Término de entrega de proveedores (15%)
5. Stock de compras (10%)

Si el índice PMI resultante está por encima de 50, indica una expansión; por debajo de 50, contracción y si es inferior a 42, anticipa una recesión de la economía nacional. 
La participación en la confección del PMI da a las empresas colaboradoras el privilegio de acceder gratuitamente a los resultados de todos los estudios publicados por Markit Group.

## PMI por país
En el caso de los Estados Unidos, Markit la elabora en colaboración con el Institute for Supply Management, de donde toma el nombre de Índice ISM. El índice PMI norteamericano (Índice ISM) se elabora de acuerdo con la encuesta realizada sobre los gestores de compras y se publica el primer día de negocios de cada mes por el sector manufacturero, el segundo día por el sector de la construcción, y el tercero por el sector servicios. El índice sobre el sector manufacturero trata de anticipar la evolución futura de la economía norteamericana a partir de la encuesta que realizan sobre los gestores de compras. 
En el caso de España, para la confección del índice PMI España, Markit Economics cuenta con la colaboración de la Asociación Española de Profesionales de Compras, Contratación y Aprovisionamientos (AERCE). El PMI España se inició el 1998 por la industria manufacturera, y el 1999 por el sector servicios.